# Lozorno
Lozorno (allemand : Losorn ) est un village de Slovaquie situé dans la région de Bratislava.

## Histoire
Première mention écrite du village en 1589.

## Démographie

### Évolution de la population
| Année:               | 1994. | 2004.    | 2014.   | 2024.   |
| -------------------- | ----- | -------- | ------- | ------- |
| Nombre de personnes: | 2545  | 2805     | 2960    | 3158    |
| Différence:          |       | +10,21 % | +5,52 % | +6,68 % |

| Année:               | 2023. | 2024.   |
| -------------------- | ----- | ------- |
| Nombre de personnes: | 3174  | 3158    |
| Différence:          |       | -0,50 % |

## Politique
| Nom             | Parti politique      | date de l'élection | Fin du mandat |
| --------------- | -------------------- | ------------------ | ------------- |
| Ľubomír Haramia | Candidat indépendant | 02.12.2006         | ?             |
| Alena Nemcová   | SNS                  | 16.01.2010         | Déc. 2010     |

## Personnalités
- Anton Tkáč (°1951), ancien coureur cycliste sur piste tchécoslovaque